# 朱仕㙺
襄垣王朱仕㙺（1430年代—1503年7月30日），明朝襄垣恭简王朱逊燂子，代简王朱桂孙，明太祖曾孙；明朝第二任也是第二代襄垣王，后获罪被押解进京，废为庶人，国除。

## 生平

### 早年
正統十一年（1446年）六月获赐名。
朱仕㙺虽为朱逊燂与王妃萧氏（1429年成婚）所生嫡长子和襄垣国继承人，但被其父所厌恶。正统十二年（1447年）八月，他携一妇女骑马前去大同城内的山西行都司衙门，自称“年幼不能读书理家，担心被父亲重责，出府回避”，寻求庇护。次日，代王府长史官徐瑀将朱仕㙺领回襄垣王府，英宗闻讯，要求其从师读书以“修身慎行”，也敕令朱逊燂自省是否对儿子管束过严。
景泰元年（1450年）十二月，赐朱仕㙺夫人管氏冠服等物。天順四年（1460年）五月，赐朱仕㙺夫人王氏诰命冠服等物。
天顺五年（1461年）二月，襄垣王府迁到蒲州。朱逊燂到后，卧病不起。朱仕㙺的庶弟朱仕堲、朱仕埭在父亲面前诬陷兄长，企图夺嫡，朱仕㙺便在请求朝廷派御医为父王治病时提出以堂兄代王朱仕㙻以代世孙代理国事例，由自己代理襄垣王府事。十月，英宗认为他想“乘父之病，夺其禄位”，写敕书训诫，但暗中调查后发现内情。天顺六年（1462年）二月，英宗严厉警告了朱仕堲、朱仕埭。十二月，朱逊燂去世。朱仕㙺上奏请求得到本年禄米以备下葬、赡养事宜，户部不允。

### 袭王
成化元年（1465年）九月，明宪宗命成山伯王琮、遂安伯陈韶、武平伯陈能、清平伯吴玺、新宁伯谭佑、礼部左侍郎邹乾为正使，礼科给事中董振、兵科给事中崔仪、工科给事中张璇、户部郎中严宪、礼部郎中李岳、工部郎中吴诚为副使，持节册封朱仕㙺为襄垣王。成化二年（1466年）十月，以安远侯柳景、泰宁侯陈泾、富阳伯李舆、刑部右侍郎董方、工部右侍郎李颙为正使，尚宝司司丞蒋敌、兵科给事中王秉彝、刑科给事中萧彦庄、工科给事中王诏、兵部郎中王恕为副使，册封西城兵马副指挥王玘的女儿为襄垣王妃。
成化三年（1467年）四月，潼关卫百户罗锦奏朱仕㙺第三子朱成鋜夺其妹为妾且称为次妃，宪宗降敕告谕朱仕㙺，予以谴责，令他管束儿子、送还罗氏。
七年（1471年）十月，朝廷得知朱仕㙺的五弟镇国将军朱仕坯等七人与仪宾侯世英等六人使家僮等人数次欺取市人财物并打伤人肢体等多次不法行为，不忍加罪，特敕朱仕㙺戒约诸将军循守礼法，不要再游荡为恶，将侯世英等下巡按御史推问。
十二月，朱仕㙺奏称朱仕堲无礼，“亵服接敕书”“乘轿遇到兄长不下轿”“直入中门”“冬至遥贺不随班行礼”，请求将其安置于代州、大同；成化八年（1472年）二月，朱仕㙺称朱仕堲愈发僭越，想进京喊冤。宪宗命驸马都尉周景、太监罗祥带敕书切责朱仕堲，将其革去禄米、冠带闲住，移敕各王府告知，并敕朱仕㙺遵守礼法，不必入京。九月，朱仕堲逃往绛州投奔六叔灵丘王朱逊烇。宪宗命朱逊烇派人送朱仕堲回蒲州，也警告朱仕㙺不要再为难这个弟弟。
成化十年（1474年）十月，朱仕㙺诬告朱仕堲收藏妖书等，宪宗命锦衣卫官往会巡按御史暨三司官调查，不仅发现他诬告，还得知他多次强夺民间女子充宫人，长子镇国将军朱成银趁选婚强夺百姓所娶妻子，仪宾方露等五人及王妃父兵马指挥王玘都一同作恶。都察院议拟覆奏，宪宗从之，认为朱仕㙺、朱成银都有重罪，下敕切责令改过自新，严斥朱仕㙺“为兄则不仁，为父则不义”，下旨将其岁禄削去三分之二；朱仕堲送大同居住。

### 被废
朱仕㙺欠朱仕埭二百余两银子不想还，于是让后者与婢女景妙福发生关系作为抵偿，但当朱仕埭因而想将景妙福收为己有后，又不愿将景妙福相送，向朱仕埭索要巨额财物作为条件。景妙福因此自缢。成化十一年（1475年）五月，朱仕埭愤而举报朱仕㙺“淫乱违法”及朱仕㙺弟朱仕𡍻、诸子长子朱成银、次子朱成鑽“渎乱聚淫”等事。宪宗派姑父驸马都尉石璟、少监樊瑛、锦衣卫指挥赵璟前往蒲州，会同整饬边备、刑部左侍郎杜铭和巡按御史林荣调查，查出真相，更查出朱仕㙺纵容府中舍人萧杰、校尉孙清、白谅等人与王妃及王府宫人通奸。朱仕㙺等人被押解进京，诏令皇亲等官会审，皆属实。九月，朱仕㙺、朱成银、朱成鑽、朱仕𡍻、朱仕埭皆废为庶人，朱仕㙺父子留居京城，朱仕𡍻、朱仕埭兄弟发守其父襄垣恭简王坟园；王妃及宫人责令自尽；萧杰、孙清斩首，白谅等五人杖一百械送广西边卫永远充军。
朱仕㙺的其他儿子朱成鋜、朱成釞仍保留镇国将军爵位，但朱仕㙺的所有子孙都不得袭为襄垣王，襄垣国除；成化十二年（1476年）四月，朝廷认为朱仕㙺罪状已明，与朱仕堲之间曲直自分，故恢复朱仕堲的爵位，但十二月代王朱成鍊为朱仕堲请求返回蒲州时，仍因其曾经害兄而不获准，故朱仕堲失去主管襄垣王府的资格。在其余的襄垣王府宗室中，朱仕坯作为朱仕㙺最年长的弟弟被任为管府事镇国将军。
朱仕埭的儿子辅国将军朱成凿通过朱成鍊和同居蒲州的堂叔山阴王朱仕堸出面为朱仕㙺的儿子朱成鉷、朱成鎕和自己的弟弟朱成鍜、朱成鈁请封。礼部失察，封朱成鉷、朱成鎕为镇国将军，朱成鍜、朱成鈁为辅国将军，朱仕㙺第八女为延安县主、第二妹为遂溪郡君、第三妹为长乐郡君。被揭发后，成化二十年（1484年）八月，朱成凿被革去辅国将军，代王停禄米一年，山阴王禄米减半。
不迟于成化二十二年（1486年）十月，朱成银、朱成鑽被发往凤阳高墙，朱仕㙺仍留京。
弘治二年（1489年）十月，诏令给朱仕㙺子女七人月支口粮折支布绢绵花米麦共三石。

### 身后
弘治十六年（1503年）七月，朱仕㙺在京城去世，或系赐死；朱成鉷奏请自备棺木将其迎回蒲州安葬。明孝宗认为朱仕㙺罪恶深重，不允。
正德七年（1512年）闰五月，朱仕坯为朱仕㙺子朱成铎、朱成铚及朱仕埭之子朱成鍜请封。礼部议朱成铎等是父亲革爵前所生，应该受封。明武宗同意。
原本襄垣王府因为搬离代国，可以不需要经过代王府直接奏事，但朱仕㙺被废后，襄垣王府的事只能由代王转奏，朱仕坯上奏后，成化二十二年（1486年）三月，襄垣王府恢复了独立奏事权。
嘉靖十六年（1537年）八月，朱仕坯请求袭封襄垣王，礼部认为并无郡王犯罪革爵后由弟弟袭封的事例，诏令百官共商，认为朱仕坯既然已奉敕管理府事，足以奉祀襄垣恭简王，明世宗于是诏令朱仕坯仍以原本官爵管王府事。但嘉靖十八年（1539年）二月，朱仕坯在儿子朱成鍨活动下得以续封为襄垣王。朱仕坯未受册封即去世，由朱成鍨袭封。嘉靖三十年（1551年）七月，代王朱廷埼上奏揭发朱仕坯冒封郡王，未果。嘉靖四十五年（1566年）朱成鍨去世后，襄垣王府镇国中尉朱俊橇、山阴王朱俊栅再揭发朱仕坯冒封，十二月，朝廷调查，隆庆三年（1569年）二月，不许朱成鍨的曾孙朱充煌袭封，仍按朱成鍨袭封前为辅国将军的标准，改封朱充煌为辅国中尉管理府事，襄垣国再次除国且再未恢复。

## 家庭

### 妻
- 王妃管氏
- 王妃王氏

### 子孙
- 第一子朱成银，天顺八年（1464年）五月赐名：镇国将军→庶人。有子女。嘉靖二年（1523年）三月已故。[33]
- 第二子朱成鑽，天顺八年（1464年）五月赐名[34]：镇国将军→庶人。有子女。嘉靖四年（1525年）六月仍在世。[35]
- 第三子朱成鋜，成化二年（1466年）八月赐名：镇国将军。賦性儉約，不事浮靡，處兄弟和，與朋友信，崇儒術，勤學問[36]
  - 庶二子：輔國將軍朱聪灌，號清渠，弘治十年（1497年）八月赐名[37]，性孝友，杜門讀書，樂善好礼。太僕卿徐江山稱其有「林泉高致」[36]
  - 第二女肥城郡君（1504年4月5日—1556年1月24日），羅氏生。儀賓南九貢（1494年12月14日—1542年12月31日），字賦之，號松軒[38]
- 第四子朱成鈌，成化二年（1466年）八月赐名[39]：镇国将军，幼孤，鞠于仲兄朱成鑽，比長，痛父不禄，每遇歲時伏臘，輙悲號涕泗，事兄愛敬，終始不衰[36]
  - 第一子朱聪洲，成化二十三年（1487年）十月赐名[40]
  - 第二子朱聪𤁸，成化二十三年（1487年）十月赐名[40]
- 第六子朱成釞，一作「朱成釟」，成化五年（1469年）三月赐名[41]：镇国将军
  - 嫡長子朱聰泍，成化十九年（1483年）四月賜名[42]，弘治三年（1490年）賜誥命冠服[43]：輔國將軍
  - 第二子朱聪淥，成化二十三年（1487年）十月赐名[40]
  - 嫡次子朱聪泳，弘治五年（1492年）四月赐名[44]
- 子朱成鉷，成化十六年（1480年）十月以襄垣恭简王第十孙身份获赐名[45]：镇国将军
  - 第一子朱聪灉，弘治十六年（1503年）七月赐名[46]，正德十六年（1521年）十一月在世[47]
  - 女[48]
- 子朱成鎕：镇国将军→庶人[49][50]
  - 嫡長子朱聪涌，弘治十六年（1503年）七月赐名[46]
- 子朱成鐸（1475年之前出生）：镇国将军→庶人[49][50]，天性孝謹，幼失怙，備嘗民間辛苦，居家有節儉風[36]
  - 嫡長子：輔國將軍朱聪滉，弘治十六年（1503年）七月赐名[46]，性恬靜，喜讀書，延師教子，善述父志。蒲州知州李乘雲扁其門曰「親賢樂善」[36]
- 子朱成铚（1475年之前出生）：镇国将军
  - 嫡長子朱聪沂，弘治十六年（1503年）七月赐名
  - 嫡次子朱聪沔，弘治十六年（1503年）七月赐名[46]
- 第八女延安縣主[49]
- 孫：輔國將軍朱聰淙[51]，號清菴，夫人史氏（1513年7月16日—1557年4月17日），是史邦畿的女兒，張佳胤爲其撰墓誌銘[52]
  - 嫡長子：奉國將軍朱俊榷，善書法，娶王氏，封淑人，子二，女一[52]
  - 嫡次子：奉國將軍朱俊噤，娶惠氏，封淑人，子一，女三[52]
  - 庶子：朱俊𩜓，別室所生[52]
  - 庶子：朱某，別室所生[52]
  - 長女：臨泉縣君，儀賓范良憲[52]
  - 次女：陵川縣君（1535年—1556年），儀賓裴禹卿（？—1556年），是東平知州裴忠的仲子，因嘉靖大地震身故，出殯之時，陵川縣君以首觸棺大慟，翌日與父母兄弟訣別，自縊身亡。張四維爲其貞節碑撰文[52][51]